# Elecciones estatales de Mecklemburgo-Pomerania Occidental de 2016
Las Elecciones estatales de Mecklemburgo-Pomerania Occidental de 2016 se celebraron el 4 de septiembre de 2016, con el objetivo de elegir a los 71 miembros del Parlamento Regional de Mecklemburgo-Pomerania Occidental.

## Antecedentes
Al momento de la elección, el gobierno del estado consistía en una gran coalición entre el Partido Socialdemócrata (SPD) y la Unión Demócrata Cristiana (CDU), bajo el ministro-presidente Erwin Sellering.

## Partidos participantes
Los siguientes partidos participaron en la elección:
| Sigla | Sigla            | Partido                                                                                         | Candidato               | Candidatos de lista | Candidatos directos |
| ----- | ---------------- | ----------------------------------------------------------------------------------------------- | ----------------------- | ------------------- | ------------------- |
|       | SPD              | Partido Socialdemócrata de Alemania                                                             | Erwin Sellering         | 34                  | 36                  |
|       | CDU              | Unión Demócrata Cristiana de Alemania                                                           | Lorenz Caffier          | 47                  | 36                  |
|       | DIE LINKE        | Die Linke                                                                                       | Helmut Holter           | 29                  | 36                  |
|       | GRÜNE            | Alianza 90/Los Verdes                                                                           | Silke Gajek             | 25                  | 36                  |
|       | NPD              | Partido Nacionaldemócrata de Alemania                                                           | Udo Pastörs             | 20                  | 0                   |
|       | FDP              | Partido Democrático Libre                                                                       | Cécile Bonnet-Weidhofer | 18                  | 33                  |
|       | PIRATEN          | Partido Pirata de Alemania                                                                      | Dennis Klüver           | 8                   | 1                   |
|       | FAMILIE          | Partido de las Familias de Alemania                                                             | Dirk Martin             | 8                   | 0                   |
|       | FREIE WÄHLER     | Freie Wähler                                                                                    | Gustav Graf von Westarp | 13                  | 14                  |
|       | Die PARTEI       | Partei für Arbeit, Rechtsstaat, Tierschutz, Eliten- förderung und basisdemokratische Initiative | Björn Wieland           | 17                  | 4                   |
|       | Die Achtsamen    | Achtsame Demokraten                                                                             | Thomas Gens             | 15                  | 11                  |
|       | ALFA             | Alianza para el Progreso y el Resurgir                                                          | Falk Schettler          | 7                   | 0                   |
|       | AfD              | Alternativa para Alemania                                                                       | Leif-Erik Holm          | 26                  | 36                  |
|       | Bündnis C        | Bündnis C – Christen für Deutschland – AUF&PBC                                                  | Christian Hauser        | 9                   | 2                   |
|       | DKP              | Partido Comunista Alemán                                                                        | Robert Kühne            | 3                   | 0                   |
|       |                  | Freier Horizont                                                                                 | Norbert Schumacher      | 19                  | 11                  |
|       | Tierschutzpartei | Partido Ser Humano, Medio Ambiente y Protección de los Animales                                 | Robert Gabel            | 7                   | 0                   |
|       |                  | Independientes                                                                                  |                         |                     | 7                   |

## Campaña
La gran coalición entre el SPD y la CDU  hizo campaña para defender su mayoría. Por otra parte, el resultado del partido ultraderechista Alternativa para Alemania (AfD) era esperado con impaciencia. Durante la campaña, su candidato Leif-Erik Holm colocó como uno de los temas más importantes (en el contexto de la crisis migratoria en Europa) la expansión de la religión islámica, poniendo así en práctica el pensamiento islamófobo adoptado recientemente por su partido. AfD esperaba ser la primera fuerza política en las elecciones.
Durante los últimos días de la campaña, la canciller Angela Merkel, que participó de ella y tiene su circunscripción para las elecciones federales en Mecklenburg-Vorpommern, endureció su discurso contra los inmigrantes y habló a favor de deportar a más de ellos, utilizando la palabra "Rückführung" (repatriación) en lugar de "Abschiebung" (expulsión). El 1 de septiembre, Merkel por primera vez admitió errores en sus políticas de refugiados.
Pero, en general, durante la campaña, Merkel defendió sus políticas de refugiados y la máxima de "Wir schaffen das" ("Nosotros lo conseguiremos"), diciendo que habría hecho todo de nuevo como lo hizo el año pasado. El candidato de la CDU Lorenz Caffier exigió la prohibición del burka, más policías y más desarrollo de las zonas rurales. Al mismo tiempo, el candidato del SPD y Ministro Presidente Erwin Sellering se distanció de las políticas de refugiados de Merkel y exigió un mayor respeto por las personas de Alemania del Este. Sellering por ejemplo, declaró: "No debe ser, que nuestra gente esté sufriendo, porque los refugiados están ahí".
El 2 de septiembre, Sellering dijo en el canal nacional ZDF que Merkel era el responsable de la popularidad de la AfD en el estado: "La gente que puede imaginar elegir a la AfD, está claramente preocupada por las políticas de refugiados de la canciller."

## Encuestas

### Partidos
| Encuuestador                  | Fecha      |        |        | Linke  |       |       |       | Piraten |       | Otros |
| ----------------------------- | ---------- | ------ | ------ | ------ | ----- | ----- | ----- | ------- | ----- | ----- |
| Forschungsgruppe Wahlen       | 01.09.2016 | 28 %   | 22 %   | 13 %   | 6 %   | –     | 3 %   | –       | 22 %  | 6 %   |
| INSA                          | 31.08.2016 | 28 %   | 20 %   | 15 %   | 6 %   | 2 %   | 2 %   | –       | 23 %  | 4 %   |
| Forschungsgruppe Wahlen       | 26.08.2016 | 28 %   | 22 %   | 13 %   | 6 %   | 3 %   | –     | –       | 21 %  | 7 %   |
| Infratest dimap               | 25.08.2016 | 27 %   | 22 %   | 14 %   | 5 %   | 3 %   | 3 %   | –       | 21 %  | 5 %   |
| Infratest dimap               | 18.08.2016 | 26 %   | 23 %   | 16 %   | 6 %   | 3 %   | 3 %   | –       | 19 %  | 4 %   |
| INSA                          | 12.08.2016 | 24 %   | 23 %   | 19 %   | 6 %   | 3 %   | 3 %   | –       | 19 %  | 3 %   |
| Infratest dimap               | 30.06.2016 | 22 %   | 25 %   | 17 %   | 7 %   | 4 %   | 3 %   | –       | 19 %  | 3 %   |
| Infratest dimap               | 28.04.2016 | 22 %   | 24 %   | 16 %   | 8 %   | 4 %   | 4 %   | –       | 18 %  | 4 %   |
| INSA                          | 16.02.2016 | 22 %   | 29 %   | 19 %   | 5 %   | 4 %   | 4 %   | –       | 16 %  | 1 %   |
| Marktforschungsservice Dukath | 21.01.2016 | 28,4 % | 27,2 % | 20,1 % | 9,5 % | 1,3 % | 8,0 % | –       | 5,5 % | 0,2 % |
| Marktforschungsservice Dukath | 15.01.2015 | 34,3 % | 30,6 % | 17,4 % | 9,7 % | 1,4 % | 1,6 % | 0,5 %   | 4,1 % | 0,4 % |
| Infratest dimap               | 07.05.2014 | 29 %   | 34 %   | 20 %   | 5 %   | 3 %   | 2 %   | –       | 4 %   | 3 %   |
| Marktforschungsservice Dukath | 08.03.2014 | 32,7 % | 31,8 % | 19,4 % | 6,2 % | 1,1 % | 1,7 % | 2,0 %   | 2,3 % | 2,9 % |
| Emnid                         | 14.09.2013 | 31 %   | 28 %   | 19 %   | 8 %   | 5 %   | 2 %   | –       | –     | 7 %   |
| Emnid                         | 17.08.2013 | 32 %   | 28 %   | 20 %   | 8 %   | 5 %   | 2 %   | –       | –     | 5 %   |
| Elecciones de 2011            | 04.09.2011 | 35,6 % | 23,0 % | 18,4 % | 8,7 % | 6,0 % | 2,8 % | 1,9 %   | –     | 3,7 % |

### Preferencia de Ministro-Presidente
| Encuestador     | Fecha      | Erwin Sellering (SPD) | Lorenz Caffier (CDU) |
| --------------- | ---------- | --------------------- | -------------------- |
|                 |            |                       |                      |
| Infratest dimap | 30.06.2016 | 57 %                  | 19 %                 |
| Infratest dimap | 28.04.2016 | 57 %                  | 24 %                 |

## Resultados

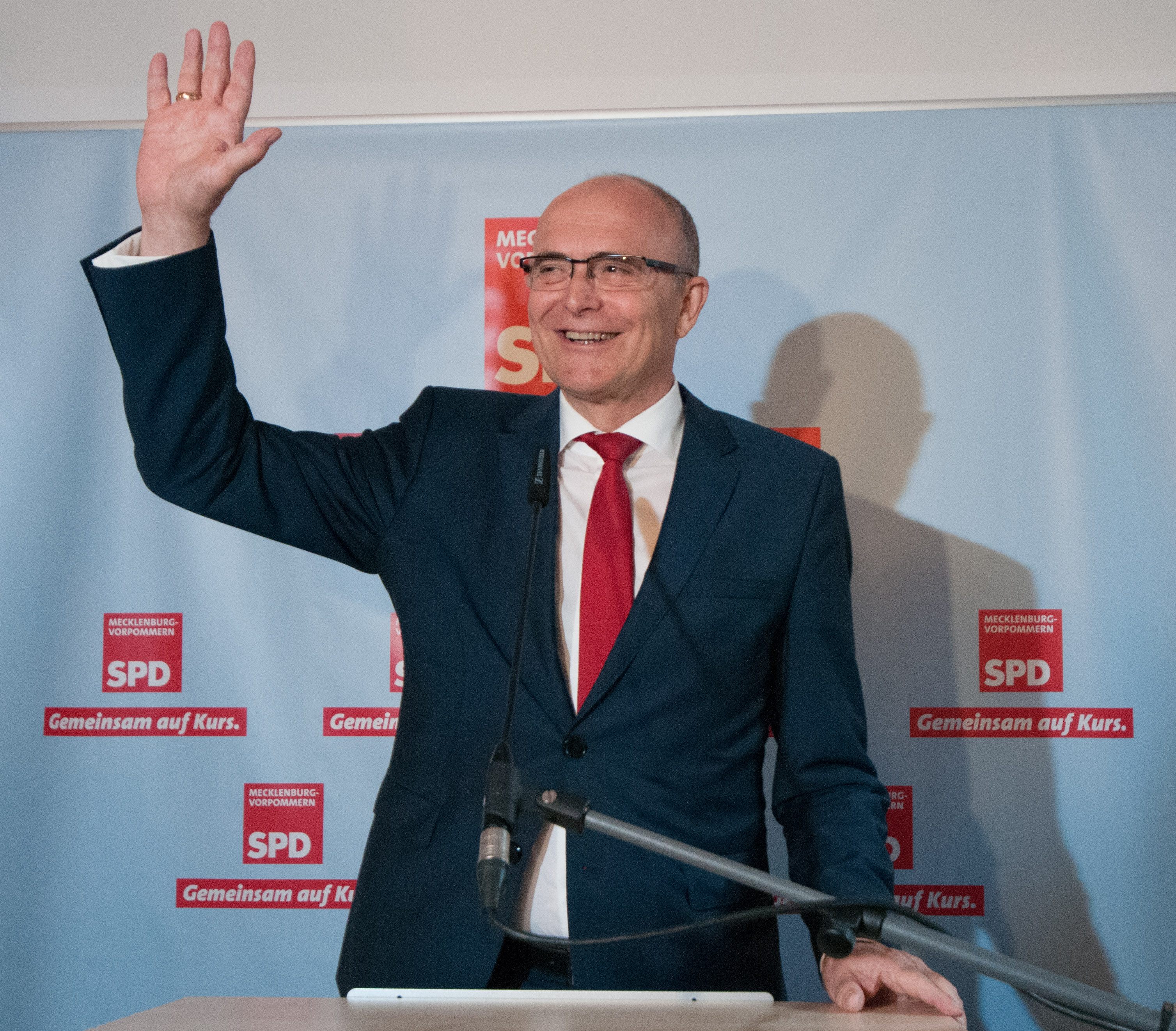
Erwin Sellering el día de las elecciones

Mandatos directos obtenidos

La AfD obtuvo casi el 21 por ciento de los votos, convirtiéndose en la segunda fuerza política. Todos los partidos "establecidos" sufrieron pérdidas significativas. El SPD se situó en torno al 30 por ciento siendo la primera fuerza, pero perdió alrededor de cinco puntos porcentuales. La CDU disminuyó del 23 por ciento al 19, descendiendo al tercer lugar. La Izquierda disminuyó del 18 al 13 por ciento y los Verdes de un 8,7 por ciento a un 4,8%, perdiendo su representación al igual que el NPD.  Tampoco el FDP pudo entrar en el Parlamento.
De los 36 mandatos directos, el SPD obtuvo 26 (dos más que en 2011), la CDU 7 (cinco menos que en 2011) y la AfD 3.
De los 1.328.320 electores inscritos, votaron 821.581 (61,9%). 806.419 votos fueron válidos y 15.162 nulos.
Los resultados finales oficiales son:
| Inscritos              | 1.328.320        |
| Votantes               | 821.581          |
| Participación          | 61,9 %           |
| Votos directos válidos | 803.148 (97,8 %) |
| Votos de lista válidos | 806.419 (98,2 %) |

| Partido | Partido          | Votos directos | %    | Votos de lista | %    | Mandatos directos | Mandatos de lista | Total escaños | +/- |
| ------- | ---------------- | -------------- | ---- | -------------- | ---- | ----------------- | ----------------- | ------------- | --- |
|         | SPD              | 236.319        | 29,4 | 246.395        | 30,6 | 26                |                   | 26            | −1  |
|         | AfD              | 175.850        | 21,9 | 167.852        | 20,8 | 3                 | 15                | 18            | +18 |
|         | CDU              | 175.057        | 21,8 | 153.115        | 19,0 | 7                 | 9                 | 16            | −2  |
|         | LINKE            | 119.374        | 14,9 | 106.256        | 13,2 |                   | 11                | 11            | −3  |
|         | GRÜNE            | 38.613         | 4,8  | 38.836         | 4,8  |                   |                   |               | −7  |
|         | FDP              | 26.910         | 3,4  | 24.521         | 3,0  |                   |                   |               |     |
|         | NPD              |                |      | 24.322         | 3,0  |                   |                   |               | −5  |
|         | Tierschutzpartei |                |      | 9.674          | 1,2  |                   |                   |               |     |
|         | Familie          |                |      | 6.799          | 0,8  |                   |                   |               |     |
|         | Freier Horizont  | 5.793          | 0,7  | 6.603          | 0,8  |                   |                   |               |     |
|         | Die PARTEI       | 2.456          | 0,3  | 5.051          | 0,6  |                   |                   |               |     |
|         | Freie Wähler     | 8.515          | 1,1  | 4.740          | 0,6  |                   |                   |               |     |
|         | Piraten          | 369            | 0,0  | 3.935          | 0,5  |                   |                   |               |     |
|         | Die Achtsamen    | 7.890          | 1,0  | 3.753          | 0,5  |                   |                   |               |     |
|         | ALFA             |                |      | 2.423          | 0,3  |                   |                   |               |     |
|         | DKP              |                |      | 1.315          | 0,2  |                   |                   |               |     |
|         | Bündnis C        | 354            | 0,0  | 829            | 0,1  |                   |                   |               |     |
|         | Independientes   | 5.648          | 0,7  |                |      |                   |                   |               |     |

## Formación de gobierno
El nuevo Parlamento Regional se constituyó el 4 de octubre de 2016.
El 1 de noviembre, Sellering fue reelegido por el Parlamento para un tercer mandato, habiendo formado una coalición con la CDU.